# Rhopalomesites
Rhopalomesites är ett släkte av skalbaggar som beskrevs av Thomas Vernon Wollaston 1873. Rhopalomesites ingår i familjen vivlar.
Släktet innehåller bara arten Rhopalomesites tardii.